# سماقلو
سماقلو(به کردی: سماقلوو، Simaqlû) روستایی از توابع بخش سرشیو شهرستان سقز است که در استان کردستان ایران قرار دارد.

## جمعیت
این روستا در دهستان ذوالفقار واقع شده و براساس سرشماری سال ۱۳۸۵، جمعیت آن ۳۹۳ نفر (۷۳ خانوار) بوده‌است.